# Siegfried Hannemann
Siegfried Hannemann (ur. 25 maja 1936 w Groß Raddow, zm. 12 grudnia 2019 w Barmstedt) – niemiecki urzędnik samorządowy do 1999, historyk ziemi łobeskiej i regionalista od 1945 roku mieszkający w Niemczech, od 1963 w miejscowości Barmstedt. 
Autor kilku książek, ponad trzystu artykułów w niemieckiej prasie regionalnej i heimatowej (Die Pommersche Zeitung (152), Regenwalder Heimatbrücke (173) z przedrukami w Labeser Heimatbriefe i wydawnictwach łobeskich), autor około 500 biogramów rodzin z Powiatu Regenwalde (obecnie powiat łobeski).
Od dziecka związany z ziemią łobeską, gdzie się urodził, chodził do szkoły w Radowie Wielkim, wielokrotnie odwiedzał zbierając materiały do książek i licznych publikacji, organizował w latach 1990–2004 wycieczki grupowe (8) dla byłych mieszkańców ziemi łobeskiej.

## Rodzina
Rodzina Hannemann od wieku XVII związana jest z ziemią łobeską, to w większości rolnicy pracujący na własnych gospodarstwach rolnych w kilku miejscowościach Powiatu Regenwalde (w Radowie Wielkim, Siedlicach, Gostominie i innych), gdzie ziemię rodzina wykupiła początkowo od Rodu Borków. Ojcem Siegfrieda Hannemanna jest rolnik, Arthur Hannemann, a matką Elisabeth Hannemann (z domu Zahn) córka rolnika z Dorowa. Ma siostrę, Christę Hannemann, urodzoną w Groß Raddow w 1941. 3 marca 1945 mieszkańcy Radowa Wielkiego w trzech kolumnach uciekali przed zbliżającą się Armią Czerwoną, dwie pierwsze kolumny dotarły do Odry, a trzecią kolumnę Rosjanie zawrócili.
Siegfried Hannemann jest żonaty, żona to Gerda Clasen urodzona w roku 1939 w Hemdingen. Ma dwoje dzieci urodzonych w Elmshorn, syna Christiana i córkę Annkatrin.

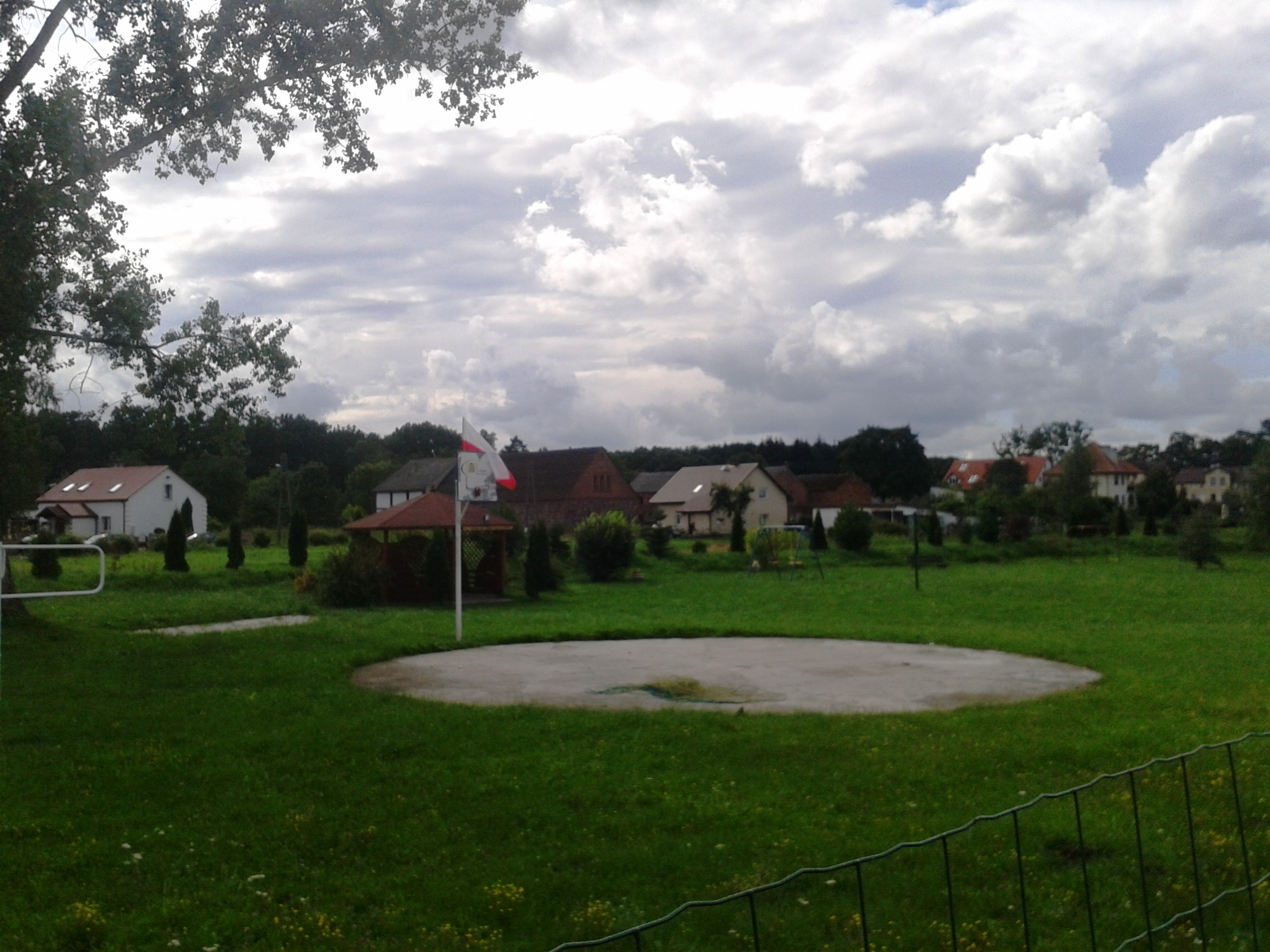
Radowo Wielkie w głębi przedwojenny dom rodziny Hannemann

## Książki i wybrane publikacje
- Bestandsverzeichnis des Standesamts Labes, 1995.
- Klein Raddow, ein Dorf in Hinterpommern, Joachim Lewke, Siegfried Hannemann, 1986. =
- Der Heimatkreis Regenwalde, Die Pommerschen Heimatkreise 1945–1995, Pommerscher Kreis- und Städtetag, Lübeck, 1998. =
- Die Kirchenbücher des Kreises Regenwalde, Teil I, Siegfried Hannemann, Eckard Schmechel, 2005.
- Die Kirchenbücher des Kreises Regenwalde, Teil II, Siegfried Hannemann, Eckard Schmechel, 2005.
- Die ev. Geistlichen im Kreis Regenwalde von der Reformation bis 1945, Siegfried Hannemann, Eckard Schmechel, 2007.
- Worte des Trostes und der Zuversicht, Andachten der Regenwalder Pastoren aus der Nachkriegszeit, 2007.
- Sagen, Erzählungen und Schwänke aus dem Kreis Regenwalde, Melle, 2008.
- Die Pommerschen Kartoffeln und andere Köstlichkeiten aus dem Kreis Regenwalde, Melle, 2008.
- Kirchengeschichte des Kreises Regenwalde, Orts- und Personenregister, 2008.
- Der Kreis Regenwalde, Spuren der Erinnerung, Siegfried Hannemann, Eckard Schmechel, Melle, 2009.
- Auswanderer aus dem Kreis Regenwalde, Melle, 2010.

### Publikacje tłumaczone na język polski
Resko, folder na 725-lecie miasta:
- Aus der Geschichte des Regenwalder Schloßberges
- Der Regenwalder Stadtbrand von 1593
- Die Bürgermeister im Regenwalder Rathaus
- Die Regenwalder Marienkirche
- Die Johanniskirche in Regenwalde
- Das Kreiskrankenhaus 1937–1945
- Die Kronen Apotheke in Regenwalde
- Tygodnik Łobeski, Odyseja dziecka porzuconego, 2008

## Wolontariat
- 1983–1999, członek Heimatkreisausschuß des Kreises Regenwalde, od 1984 pracownik
- 1989–1999, referent kultury Heimatkreisausschusses
- 1988–1999, uczestnik spotkań Kulturreferententagungen der Pommerschen Heimatkreise, później Pommerschen Kreis- und Städtetages
- 1990–2004, organizator 8 wyjazdów grupowych dla byłych mieszkańców ziemi łobeskiej
- 1991–2013, członek i wiceprzewodniczący Heimatkreis Regenwalde e. V.
- 1998–2014, członek Heimatgemeinschaft der Labeser
- od 2000 – członek Pommerschen Greif, Verein für pommersche Familien- und Ortsgeschichte, od 2014, osoba do kontaktów.

## Wyróżnienia i medale
- Wyróżnienie Pommerschen Ehrennadel, srebro, 1983
- Wyróżnienie Pommerschen Ehrennadel, złoto, 1987
- Wyróżnienie i medal Deutschen Feuerwehr – Ehrenmedaille, 1999
- Wyróżnienie Ehrenmitgliedschaft im Heimatkreisausschuß des Kreises Regenwalde, 2001
- Wyróżnienie Pommerschen Eichenblattes, srebro, 2009
- Wyróżnienie Ehrenmitgliedschaft im Pommerschen Greif, 2014